# Kölner Stadt-Anzeiger
A Kölner Stadt-Anzeiger (rövidítve KStA; másik írásmódja: Kölner Stadtanzeiger) német napilap, a legnagyobb példányszámú újság a kölni nagy-térségben. A munkanapokon megjelenő, regionális újság a M. DuMont Schauberg vállalkozói csoporthoz tartozik. Az egykoron konkurens Kölnische Rundschaut a KStA 1999-ben vásárolta meg. A két újság példányszáma együtt 336 077.
Az újságnak különböző helyi kiadásai is megjelennek Bonnban, Euskirchenben, Leverkusenban (itt mint Leverkusener Anzeiger), Kölnben, Rhein-Erft járásban, Oberbergischer járásban (itt mint Oberbergischer Anzeiger), Rheinisch-Bergischer járásban és Rhein-Sieg járásben (itt mint Rhein-Sieg-Anzeiger). Ezenkívül próbálkoztak 2004. október 1-jétől 2006 végéig egy kisebb formátumú, kompakt kiadással is.

## Története
A Kölner Stadt-Anzeiger először 1876-ban jelent meg a regionális Kölnische Zeitung helyi városi kiadásaként. A második világháború vége felé mindkét lap be kellett szüntesse működését. A Kölner Stadt-Anzeiger 1949 októberétől újra megjelent, kemény konkurenciaharc után az 50-es évek végére a kölni térség vezető napilapjává vált. 1960 óta Prof. Alfred Neven DuMont a lap egyedüli kiadója. 1962 óta hagyományőrző céllal a cím második sorában olvasható a Kölnische Zeitung a Kölner Stadt-Anzeiger alcímeként. 2004 óta Konstantin Neven DuMont a felelős szerkesztő. Főszerkesztő Peter Pauls, helyettese Lutz Feierabend.

## Külső hivatkozás
- ksta.de Az újság hivatalos honlapja
- ksta.tv Az újság önálló tévécsatorjánaja[halott link]
- www.kalayd.de A kiadó hirdetési lapja